# Панама (град)
Панама (шп. Ciudad de Panamá) је главни и највећи град истоимене државе Панама. У граду живи 880.691 становника, са преко 1,5 милиона у ширем градском подручју. Град Панама се налази на улазу у Панамски канал. Град је политичко и административно средиште државе, као и средиште за банкарство и трговину. Град су основали Шпанци 15. августа 1519. године.

## Географија

### Клима
| Клима Панама Ситија (1971–2000)                           | Клима Панама Ситија (1971–2000) | Клима Панама Ситија (1971–2000) | Клима Панама Ситија (1971–2000) | Клима Панама Ситија (1971–2000) | Клима Панама Ситија (1971–2000) | Клима Панама Ситија (1971–2000) | Клима Панама Ситија (1971–2000) | Клима Панама Ситија (1971–2000) | Клима Панама Ситија (1971–2000) | Клима Панама Ситија (1971–2000) | Клима Панама Ситија (1971–2000) | Клима Панама Ситија (1971–2000) | Клима Панама Ситија (1971–2000) |
| Показатељ \ Месец                                         | .Јан.                           | .Феб.                           | .Мар.                           | .Апр.                           | .Мај.                           | .Јун.                           | .Јул.                           | .Авг.                           | .Сеп.                           | .Окт.                           | .Нов.                           | .Дец.                           | .Год.                           |
| --------------------------------------------------------- | ------------------------------- | ------------------------------- | ------------------------------- | ------------------------------- | ------------------------------- | ------------------------------- | ------------------------------- | ------------------------------- | ------------------------------- | ------------------------------- | ------------------------------- | ------------------------------- | ------------------------------- |
| Максимум, °C (°F)                                         | 31,7 (89,1)                     | 31,7 (89,1)                     | 32,2 (90)                       | 32,2 (90)                       | 31,1 (88)                       | 30,6 (87,1)                     | 30,6 (87,1)                     | 30,6 (87,1)                     | 30,0 (86)                       | 29,4 (84,9)                     | 30,0 (86)                       | 30,6 (87,1)                     | 31,0 (87,8)                     |
| Просек, °C (°F)                                           | 28,1 (82,6)                     | 28,1 (82,6)                     | 28,6 (83,5)                     | 28,9 (84)                       | 28,3 (82,9)                     | 27,8 (82)                       | 27,8 (82)                       | 27,8 (82)                       | 27,2 (81)                       | 27,0 (80,6)                     | 27,2 (81)                       | 27,5 (81,5)                     | 28,1 (82,6)                     |
| Минимум, °C (°F)                                          | 24,4 (75,9)                     | 24,4 (75,9)                     | 25,0 (77)                       | 25,6 (78,1)                     | 25,6 (78,1)                     | 25,0 (77)                       | 25,0 (77)                       | 25,0 (77)                       | 24,4 (75,9)                     | 24,4 (75,9)                     | 24,4 (75,9)                     | 24,4 (75,9)                     | 24,8 (76,6)                     |
| Количина кише, mm (in)                                    | 29,3 (1,154)                    | 10,1 (0,398)                    | 13,1 (0,516)                    | 64,7 (2,547)                    | 225,1 (8,862)                   | 235,0 (9,252)                   | 168,5 (6,634)                   | 219,9 (8,657)                   | 253,9 (9,996)                   | 330,7 (13,02)                   | 252,3 (9,933)                   | 104,6 (4,118)                   | 1.907,2 (75,087)                |
| Дани са кишом (≥ 0.1 mm)                                  | 2,9                             | 1,3                             | 1,4                             | 4,9                             | 15,0                            | 16,0                            | 14,0                            | 15,0                            | 17,0                            | 20,0                            | 16,0                            | 7,5                             | 131,0                           |
| Сунчани сати — месечни просек                             | 228,9                           | 245,2                           | 183,9                           | 173,1                           | 108,5                           | 116,3                           | 106,1                           | 118,1                           | 99,2                            | 103,9                           | 139,8                           | 120,5                           | 1.743,5                         |
| Извор #1: World Meteorological Organization               |                                 |                                 |                                 |                                 |                                 |                                 |                                 |                                 |                                 |                                 |                                 |                                 |                                 |
| Извор #2: ETESA (sunshine data recorded at Albrook Field) |                                 |                                 |                                 |                                 |                                 |                                 |                                 |                                 |                                 |                                 |                                 |                                 |                                 |

## Историја
Град Панаму је основао Шпанац Педро Аријас Давала 1519. године неких десетак километара источно од садашњег градског језгра, тзв. Panamá Viejo („Стара Панама”). Године 1671, град је уништио енглески гусар Хенри Морган, након чега је обновљен југозападно од Старог града, на данашњем положају. У међувремену је око старог језгра изграђен у стилу шпанских колонизатора подигнут модеран град који је 1903. године проглашен за главни град државе. Град је крајем деветнаестог, а особито у 20. веку доживео огроман привредни процват. Растао је захваљујући свом географском положају на превлаци Панаме, али је велики значај добио тек отварањем Панамскога канал 1914. године.

## Становништво
| Година       |
| Становништво |
| ------------ |

## Образовање
Град има и јавне и приватне школе. Већина приватних школа су двојезичне (енглески и шпански). На челу високог образовања су два главна јавна универзитета: Универзитет у Панами и Технолошки универзитет у Панами. Постоје приватни универзитети, као што су Католички универзитет Санта Марија Ла Антигва, Латински универзитет Панаме, Латиноамерички универзитет за науку и технологију (ULACIT), Ванредни и отворени универзитет Панаме (UNADP), Универзитет Панамске превлаке, Међународни поморски универзитет у Панами и Специјализовани универзитет у Америци. Такође, ту су и панамски огранци Универзитета Нова Југоисточна  (чији је главни кампус у Форт Лодердејлу у округу Брауард, Флорида); Универзитет Оклахоме; Универзитет централног Тексаса; Универзитет Луивила који има сестрински кампус у овом граду, и Државни универзитет Флориде, који спроводи широк опсег наставних програма у академском и технолошком парку познатом као Сиудад дел Сабер.

## Партнерски градови
Панама Сити је партнерски град са:
- Тајпеј
- Форт Лодердејл
- Гвадалахара
- Инчон
- Имабари[10]
- Ливерпул[11]
- Мајами
- Меделин[12]
- Тел Авив
- Пајта
- Мексико Сити
- Мадрид[13]
- Сан Дијего
- Чарлстон[14]
- Davao City[15]

### Унија ибероамеричких главних градова
Панама Сити је део Уније ибероамеричких главних градова.